# Eunicella singularis
Eunicella singularis is een zachte koraalsoort uit de familie Gorgoniidae. De koraalsoort komt uit het geslacht Eunicella. Eunicella singularis werd in 1791 voor het eerst wetenschappelijk beschreven door Esper. 